# Distretto di Jhal Magsi
Il distretto di Jhal Magsi è un distretto del Belucistan, in Pakistan, che ha come capoluogo Jafarabad. Nel 1998 possedeva una popolazione di 275.000 abitanti.